# Saxifraga mutata
Saxifraga mutata är en stenbräckeväxtart. Saxifraga mutata ingår i Bräckesläktet som ingår i familjen stenbräckeväxter.

## Underarter
Arten delas in i följande underarter:
- S. m. demissa
- S. m. mutata

## Bildgalleri

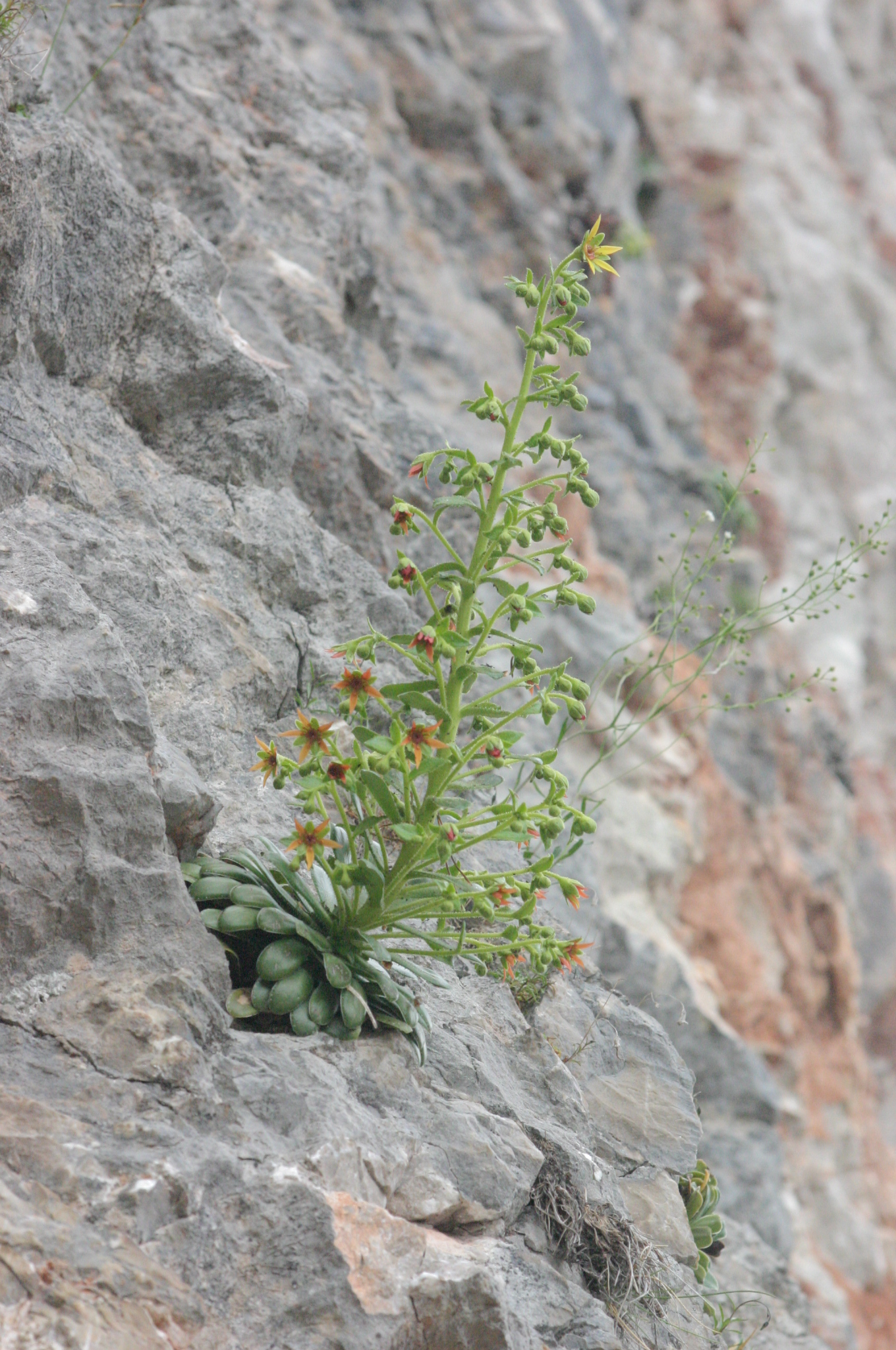
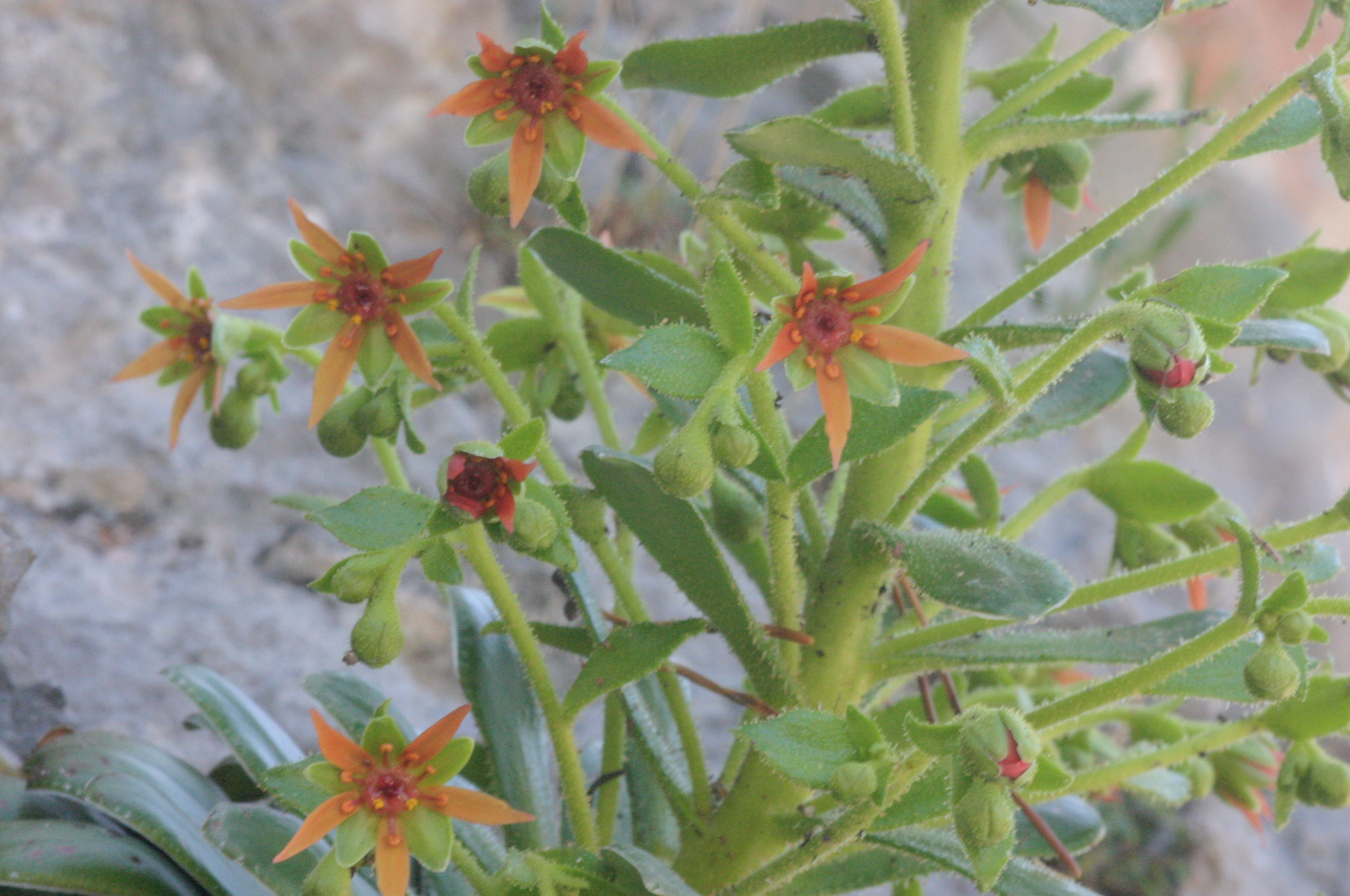
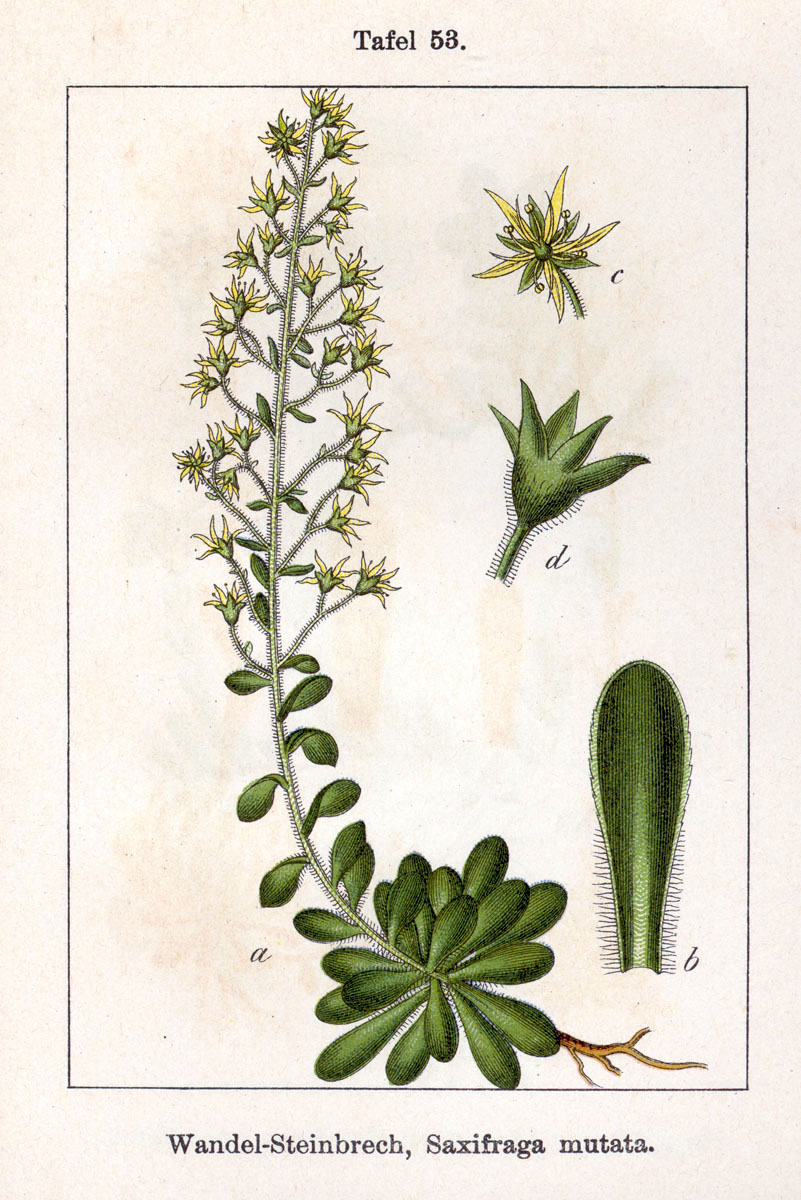
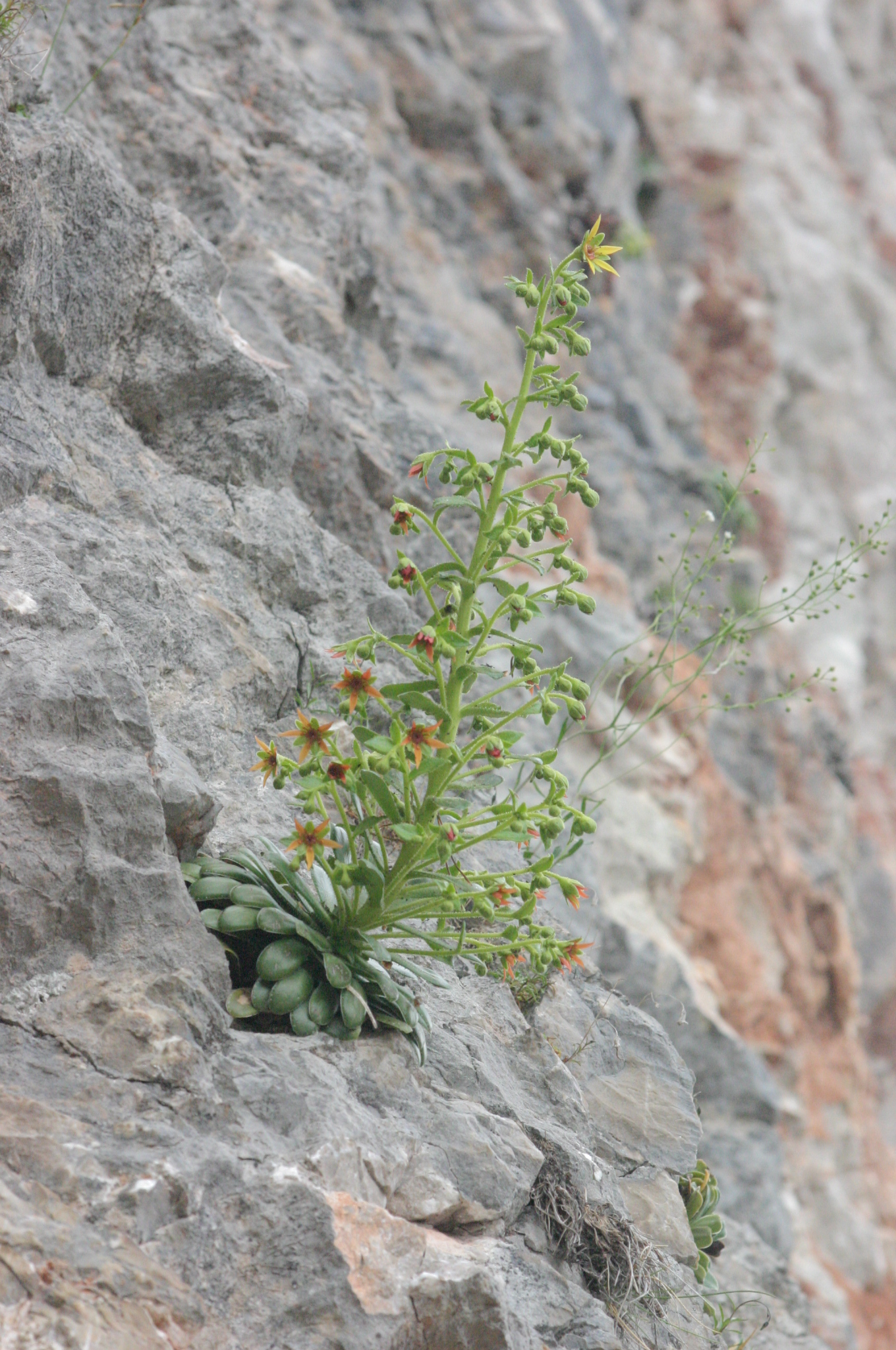